# Chingola
Chingola je město v Zambii. Leží v severozápadní části provincie Copperbelt známé (jak název napovídá) pro těžbu mědi, která se v oblasti nachází. Leží zde významný Důl Nchanga, který byl důvodem pro založení města v roce 1943. V roce 2022 ve městě žilo 256 560 obyvatel. 
Významný je místní fotbalový klub Nchanga Rangers F.C., hrající na Stadionu Nchanga, sponzorovaný společností zabývající se těžbou a zpracováním mědi Konkola Copper Mines. Několik kilometrů jihozápadně od města leží Letiště Kasompe a ve městě se dále nachází dvě nákupní centra. 